# Nikołaj Sieliwanowski
Nikołaj Nikołajewicz Sieliwanowski, ros. Николай Николаевич Селивановский (ur. 21 marca?/3 kwietnia 1901 w Chojnikach w guberni mińskiej, zm. 2 czerwca 1997 w Moskwie) – generał porucznik, oficer radzieckich organów bezpieczeństwa.

## Życiorys
Od marca 1920 w Armii Czerwonej, od 1923 członek partii komunistycznej RKP(b), 1920-1921 ukończył kursy podchorążych artylerii ciężkiej Armii Czerwonej. Od 1922 pracownik OGPU. W 1930 ukończył Wyższą Pograniczną Szkołę OGPU i został pełnomocnikiem 4. Samodzielnego Oddziału OGPU przy Radzie Komisarzy Ludowych ZSRR. Później pracownik Departamentu Specjalnego OGPU/NKWD, od 9 grudnia 1935 starszy porucznik bezpieczeństwa państwowego. 1937-1938 pomocnik naczelnika 7 oddziału 5 Dywizji NKWD, 25 lipca 1938 mianowany kapitanem bezpieczeństwa państwowego, 10 czerwca 1941 komisarzem brygady, 21 listopada 1941 starszym majorem, 14 lutego 1943 komisarzem bezpieczeństwa państwowego III rangi, a 26 maja 1943 generałem porucznikiem. W latach 1944–1945 zastępca Wiktora Abakumowa, ówczesnego szefa kontrwywiadu wojskowego Smiersz. Następnie od stycznia do kwietnia 1945, pełnomocnik Ludowego Komisariatu Spraw Wewnętrznych (NKWD), przy 4 Froncie Ukraińskim. 27 kwietnia 1945 zastąpił Iwana Sierowa na stanowisku głównego radzieckiego doradcy przy Ministerstwie Bezpieczeństwa Publicznego PRL, sprawował to stanowisko do 7 maja 1946, wówczas zastąpił go pułkownik Siemion Dawydow. W maju 1946 został zastępcą Wiktora Abakumowa, ówczesnego Ministra Bezpieczeństwa Państwowego ZSRR, tym samym szefem Trzeciego Zarządu Głównego MGB (kontrwywiad wojskowy), (dopiero co przekształconego z Ludowego Komisariatu Bezpieczeństwa Państwowego) Ministerstwa Bezpieczeństwa Państwowego - MGB.
W 1951 w wyniku wewnętrznych intryg zwolniony ze wszystkich funkcji, 2 listopada 1951 aresztowany, 21 lutego 1952 wykluczony z WKP(b), 21 marca 1953 zwolniony, 30 marca 1953 przywrócono mu członkostwo w partii. W sierpniu 1953 przeniesiony do rezerwy. Pochowany na Cmentarzu Wwiedieńskim w Moskwie.

## Odznaczenia
- Order Lenina (dwukrotnie - 31 lipca 1944 i 30 kwietnia 1945)
- Order Czerwonego Sztandaru (czterokrotnie - 1 kwietnia 1943, 28 października 1943, 3 listopada 1944 i 24 listopada 1950)
- Order „Znak Honoru” (22 lipca 1937)
- Order Kutuzowa I klasy (25 marca 1945)
- Order Suworowa II klasy (13 września 1945)
- Order Czerwonej Gwiazdy (24 sierpnia 1949)
- Medal jubileuszowy „XX lat Robotniczo-Chłopskiej Armii Czerwonej” (1938)
- Order Białego Lwa (Czechosłowacja)
- Order Krzyża Grunwaldu III klasy (Polska)

i 6 medali.